# Formule 1-motoren
Dit is een lijst van motorrecords in het FIA Wereldkampioenschap Formule 1 sinds 1950. De pagina is bijgewerkt tot en met de Grand Prix van Hongarije 2025, verreden op 3 augustus 2025.

## Achtergrond
De Formule 1-motoren, ook wel Formule 1-krachtbronnen genoemd, heeft sinds de start in 1947 verschillende motorreglementen gebruikt. Vanaf 2014 is het hybride tijdperk begonnen.

### Werking
In de Formule 1 wordt momenteel (2025) gebruikgemaakt van 1,6-liter viertakt-turbo-oplaadbare 90-graden V6-zuigermotoren met dubbele bovenliggende nokkenas. Ze werden in 2014 geïntroduceerd en zijn in de daaropvolgende seizoenen verder ontwikkeld.
Het vermogen dat een Formule 1-motor produceert, wordt gegenereerd door te werken met een zeer hoge rotatiesnelheid, tot 20.000 toeren per minuut (tpm). Vanaf het seizoen 2014 zijn ze echter elektronisch beperkt tot maximaal 15.000 toeren per minuut. Dit staat in schril contrast met normale automotoren van vergelijkbare grootte, die meestal gelimiteerd zijn tot ~ 6.000 toeren per minuut. De basisconfiguratie van een Formule 1-motor met natuurlijke aanzuiging is sinds de Ford Cosworth DFV uit 1967 niet veel veranderd en de gemiddelde effectieve druk is rond de 14 bar gebleven. Tot het midden van de jaren '80 waren Formule 1-motoren beperkt tot ongeveer 12.000 tpm vanwege de traditionele metalen veren die werden gebruikt om de kleppen te sluiten. De snelheid die nodig is om de motorkleppen bij een hoger toerental te bedienen, vroeg om steeds stijvere veren, waardoor het vermogen dat nodig was om de nokkenas en de kleppen aan te drijven zo toenam dat het verlies de vermogenswinst door het hogere toerental bijna compenseerde. 

Ze werden vervangen door pneumatische klepveren die in 1986 door Renault werden geïntroduceerd. Sinds de jaren '90 gebruiken alle motorfabrikanten in de Formule 1 pneumatische klepveren, waarbij de lucht (onder druk aangevoerd) motoren in staat stelt om toerentallen van meer dan 20.000 tpm te bereiken.

### Motor met korte slag
Formule 1-auto's gebruiken motoren met een korte slag. Om met hoge toerentallen te kunnen werken, moet de slag relatief kort zijn om catastrofale uitval (meestal van de drijfstang, die onder zeer grote spanningen staat bij deze toerentallen) te voorkomen. Een korte slag betekent dat er een relatief grote boring nodig is om een cilinderinhoud van 1,6 liter te bereiken. Dit resulteert in een minder efficiënte verbrandingsslag, vooral bij lagere toerentallen.

Naast het gebruik van pneumatische klepveren is het hoge toerental van een Formule 1-motor mogelijk gemaakt door vooruitgang in metallurgie en ontwerp, waardoor de lichtere zuigers en drijfstangen bestand zijn tegen de versnellingen die nodig zijn om zulke hoge toerentallen te bereiken. Het verbeterde ontwerp maakt ook smallere drijfstangeinden mogelijk en dus smallere hoofdlagers. Hierdoor zijn hogere toerentallen mogelijk met minder lagerschade veroorzakende warmteontwikkeling. Voor elke slag gaat de zuiger van bijna stilstand naar bijna twee keer de gemiddelde snelheid (ongeveer 40 m/s) en dan terug naar nul. Dit gebeurt één keer voor elk van de vier slagen in de cyclus: één inlaatslag (omlaag), één compressieslag (omhoog), één vermogensslag (ontsteking omlaag) en één uitlaatslag (omhoog). De maximale versnelling van de zuiger treedt op in het bovenste dode punt en ligt in de buurt van 95.000 m/s2, ongeveer 10.000 keer de standaardzwaartekracht (10.000 g).

### Type motors
In de formule 1 is er met verschillende type verbrandingsmotors gereden. In het verleden konden motorleveranciers hun type motor kiezen. In de laatste jaren moesten alle auto's met hetzelfde type V-motor rijden. Sinds 2014 wordt de V6-t-h motor gebruikt.
|               | Type motor | Overwinningen | Polepositions | Snelste rondes |
| ------------- | ---------- | ------------- | ------------- | -------------- |
| 1             | V8         | 370           | 340           | 356            |
| 2             | V6 t h     | 242           | 242           | 241            |
| 3             | V10        | 239           | 256           | 239            |
| 4             | V6 t       | 100           | 110           | 96             |
| 5             | L4         | 47            | 48            | 56             |
| 6             | V12        | 42            | 38            | 40             |
| 7             | F12        | 39            | 44            | 51             |
| 8             | V6         | 12            | 14            | 19             |
| 9             | L8 c       | 10            | 11            | 14             |
| 10            | L4 t       | 9             | 16            | 16             |
| 11            | L6         | 9             | 10            | 15             |
| 12            | L8         | 9             | 8             | 9              |
| 13            | F8         | 1             | 1             |                |
| 14            | H16        | 1             |               |                |
|               | L6 c       |               | 1             |                |
|               | V8 t       |               |               | 1              |
| Bron: StatsF1 |            |               |               |                |

## Starts

### Totaal aantal starts
|               | Motor         | Seizoenen                                        | Starts |
| ------------- | ------------- | ------------------------------------------------ | ------ |
| 1             | Ferrari       | 1950-heden                                       | 1114   |
| 2             | Renault       | 1977-1986, 1989-1997, 2001-heden                 | 761    |
| 3             | Mercedes      | 1954-1955, 1994-heden                            | 601    |
| 4             | Ford Cosworth | 1967-1999, 2003-2004                             | 516    |
| 5             | Honda         | 1964-1968, 1983-1992, 2000-2008, 2015-2021       | 481    |
| 6             | BMW           | 1952-1954, 1967-1968, 1982-1987, 2000-2009       | 270    |
| 7             | Alfa Romeo    | 1950-1951, 1962-1963, 1965, 1970-1971, 1976-1987 | 214    |
| 8             | Cosworth      | 2000-2006, 2010-2013                             | 199    |
| 9             | BRM           | 1951, 1956-1960, 1962-1977                       | 189    |
| 10            | Petronas      | 1997-2005                                        | 151    |
| Bron: StatsF1 |               |                                                  |        |

### Opeenvolgende starts
|    | Motor         | Races | Starts                                            |
| -- | ------------- | ----- | ------------------------------------------------- |
| 1  | Ferrari       | 768   | Italië 1982 – Hongarije 2025 (reeks loopt nog)    |
| 2  | Ford Cosworth | 482   | Nederland 1967 – Japan 1999                       |
| 3  | Renault       | 399   | Frankrijk 2005 – Hongarije 2025 (reeks loopt nog) |
| 3  | Mercedes      | 399   | Frankrijk 2005 – Hongarije 2025 (reeks loopt nog) |
| 5  | Mercedes      | 187   | Spanje 1994 – Canada 2005                         |
| 6  | Alfa Romeo    | 183   | Brazilië 1976 – Portugal 1987                     |
| 7  | Honda         | 151   | Groot-Brittannië 1983 – Australië 1992            |
| 8  | Mugen Honda   | 147   | Zuid-Afrika 1992 – Maleisië 2000                  |
| 9  | Renault       | 146   | Brazilië 1989 – Europa 1997                       |
| 10 | Honda         | 141   | Australië 2015 – Abu Dhabi 2021                   |

### Races met dezelfde coureur
|               | Motor    | Coureur            | Starts |
| ------------- | -------- | ------------------ | ------ |
| 1             | Mercedes | Lewis Hamilton     | 356    |
| 2             | Ferrari  | Kimi Räikkönen     | 209    |
| 3             | Ferrari  | Michael Schumacher | 179    |
| 3             | Mercedes | Lance Stroll       | 179    |
| 5             | Renault  | Fernando Alonso    | 170    |
| 6             | Ferrari  | Charles Leclerc    | 161    |
| 7             | Mercedes | Valtteri Bottas    | 159    |
| 8             | Mercedes | Sergio Pérez       | 154    |
| 9             | Mercedes | David Coulthard    | 150    |
| 10            | Ferrari  | Kevin Magnussen    | 145    |
| Bron: StatsF1 |          |                    |        |

### Races met dezelfde constructeur
|               | Motor         | Constructeur | Starts |
| ------------- | ------------- | ------------ | ------ |
| 1             | Ferrari       | Ferrari      | 1111   |
| 2             | Mercedes      | McLaren      | 455    |
| 3             | Renault       | Renault      | 400    |
| 4             | Mercedes      | Mercedes     | 331    |
| 5             | Ford Cosworth | Tyrrell      | 310    |
| 6             | Ford Cosworth | Lotus        | 257    |
| 7             | Mercedes      | Williams     | 242    |
| 8             | Ford Cosworth | McLaren      | 236    |
| 9             | Ferrari       | Haas         | 204    |
| 10            | Mercedes      | Force India  | 194    |
| Bron: StatsF1 |               |              |        |

## Overwinningen

### Totaal aantal overwinningen
|               | Motor         | Seizoenen                                  | Starts | Overwinningen |
| ------------- | ------------- | ------------------------------------------ | ------ | ------------- |
| 1             | Ferrari       | 1950-heden                                 | 1114   | 249           |
| 2             | Mercedes      | 1954-1955, 1994-heden                      | 601    | 235           |
| 3             | Ford Cosworth | 1967-1999, 2003-2004                       | 516    | 176           |
| 4             | Renault       | 1977-1986, 1989-1997, 2001-heden           | 761    | 169           |
| 5             | Honda         | 1964-1968, 1983-1992, 2000-2008, 2015-2021 | 481    | 89            |
| 6             | Climax        | 1957-1969                                  | 96     | 40            |
| 7             | Honda RBPT    | 2023-heden                                 | 60     | 32            |
| 8             | TAG Porsche   | 1983-1987                                  | 68     | 25            |
| 9             | BMW           | 1952-1954, 1967-1968, 1982-1987, 2000-2009 | 270    | 20            |
| 10            | BRM           | 1951, 1956-1960, 1962-1977                 | 189    | 18            |
| Bron: StatsF1 |               |                                            |        |               |

### Hoogste percentage overwinningen
|               | Motor         | Seizoenen             | Starts | Overwinningen | Percentage |
| ------------- | ------------- | --------------------- | ------ | ------------- | ---------- |
| 1             | Offenhauser   | 1950-1960             | 12     | 11            | 91,67 %    |
| 2             | RBPT          | 2022                  | 22     | 17            | 77,27 %    |
| 3             | Honda RBPT    | 2023-heden            | 60     | 32            | 53,33 %    |
| 4             | Climax        | 1957-1969             | 96     | 40            | 41,67 %    |
| 5             | Mercedes      | 1954-1955, 1994-heden | 601    | 235           | 39,10 %    |
| 6             | TAG Porsche   | 1983-1987             | 68     | 25            | 36,76 %    |
| 7             | Ford Cosworth | 1967-1999, 2003-2004  | 516    | 176           | 34,11 %    |
| 8             | Vanwall       | 1954-1960             | 28     | 9             | 32,14 %    |
| 9             | Repco         | 1966-1969             | 33     | 8             | 24,24 %    |
| 10            | Ferrari       | 1950-heden            | 1114   | 249           | 22,35 %    |
| Bron: StatsF1 |               |                       |        |               |            |

### Meeste overwinningen in één seizoen
|               | Motor         | Seizoen | Races | Overwinningen | Teams                   |
| ------------- | ------------- | ------- | ----- | ------------- | ----------------------- |
| 1             | Honda RBPT    | 2023    | 22    | 21            | Red Bull                |
| 2             | Mercedes      | 2016    | 21    | 19            | Mercedes                |
| 3             | RBPT          | 2022    | 22    | 17            | Red Bull                |
| 4             | Renault       | 1995    | 17    | 16            | Benetton, Williams      |
| 4             | Mercedes      | 2014    | 19    | 16            | Mercedes                |
| 4             | Mercedes      | 2015    | 19    | 16            | Mercedes                |
| 7             | Ford Cosworth | 1973    | 15    | 15            | Lotus, Tyrrell, McLaren |
| 7             | Honda         | 1988    | 16    | 15            | McLaren                 |
| 7             | Ferrari       | 2002    | 17    | 15            | Ferrari                 |
| 7             | Ferrari       | 2004    | 18    | 15            | Ferrari                 |
| 7             | Mercedes      | 2019    | 21    | 15            | Mercedes                |
| Bron: StatsF1 |               |         |       |               |                         |

### Hoogste percentage winst in één seizoen
|               | Motor         | Seizoen | Races | Overwinningen | Percentage | Teams                          |
| ------------- | ------------- | ------- | ----- | ------------- | ---------- | ------------------------------ |
| 1             | Ford Cosworth | 1969    | 11    | 11            | 100 %      | Matra, Brabham, Lotus, McLaren |
| 1             | Ford Cosworth | 1973    | 15    | 15            | 100 %      | Lotus, Tyrrell, McLaren        |
| 3             | Honda RBPT    | 2023    | 22    | 21            | 95,45 %    | Red Bull                       |
| 4             | Renault       | 1995    | 17    | 16            | 94,12 %    | Benetton, Williams             |
| 5             | Honda         | 1988    | 16    | 15            | 93,75 %    | McLaren                        |
| 6             | Ford Cosworth | 1968    | 12    | 11            | 91,67 %    | Lotus, McLaren, Matra          |
| 7             | Mercedes      | 2016    | 21    | 19            | 90,48 %    | Mercedes                       |
| 8             | Ferrari       | 2002    | 17    | 15            | 88,24 %    | Ferrari                        |
| 9             | Ferrari       | 1952    | 8     | 7             | 87,50 %    | Ferrari                        |
| 10            | Alfa Romeo    | 1950    | 7     | 6             | 85,71 %    | Alfa Romeo                     |
| Bron: StatsF1 |               |         |       |               |            |                                |

### Meeste overwinningen achter elkaar
|               | Motor         | Overwinningen | Races                               | Teams                                 |
| ------------- | ------------- | ------------- | ----------------------------------- | ------------------------------------- |
| 1             | Ford Cosworth | 22            | Oostenrijk 1972 – Zuid-Afrika 1974  | Lotus, Tyrrell, McLaren, Brabham      |
| 2             | Ford Cosworth | 20            | Groot-Brittannië 1968 – Monaco 1970 | Lotus, Matra, McLaren, Brabham, March |
| 3             | Renault       | 16            | Frankrijk 1995 – San Marino 1996    | Benetton, Williams                    |
| 4             | Honda RBPT    | 14            | Bahrein 2023 – Italië 2023          | Red Bull                              |
| 5             | Honda         | 11            | Brazilië 1988 – België 1988         | McLaren                               |
| 6             | Ferrari       | 10            | Frankrijk 2002 – Japan 2002         | Ferrari                               |
| 6             | Mercedes      | 10            | Japan 2015 – Rusland 2016           | Mercedes                              |
| 6             | Mercedes      | 10            | Monaco 2016 – Singapore 2016        | Mercedes                              |
| 6             | Mercedes      | 10            | Brazilië 2018 – Frankrijk 2019      | Mercedes                              |
| 10            | Ford Cosworth | 9             | Nederland 1980 – België 1981        | Brabham, Williams                     |
| 10            | Renault       | 9             | België 2013 – Brazilië 2013         | Red Bull                              |
| 10            | RBPT          | 9             | Frankrijk 2022 – Mexico 2022        | Red Bull                              |
| 10            | Honda RBPT    | 9             | Japan 2023 – Saoedi-Arabië 2024     | Red Bull                              |
| Bron: StatsF1 |               |               |                                     |                                       |

### Meeste races zonder overwinning
|               | Motor       | Seizoenen            | Starts | Beste resultaat |
| ------------- | ----------- | -------------------- | ------ | --------------- |
| 1             | Cosworth    | 2000-2006, 2010-2013 | 199    | 3e              |
| 2             | Petronas    | 1997-2005            | 151    | 3e              |
| 3             | Hart        | 1981-1986, 1993-1997 | 145    | 2e              |
| 4             | Toyota      | 2002-2009            | 140    | 2e              |
| 5             | Yamaha      | 1989, 1991-1997      | 116    | 2e              |
| 6             | Peugeot     | 1994-2000            | 115    | 2e              |
| 7             | Lamborghini | 1989-1993            | 80     | 3e              |
| 8             | Judd        | 1988-1992            | 68     | 2e              |
| 9             | Zakspeed    | 1985-1988            | 51     | 5e              |
| 10            | Playlife    | 1998-2000            | 49     | 2e              |
| Bron: StatsF1 |             |                      |        |                 |

## Polepositions

### Totaal aantal polepositions
|               | Motor         | Seizoenen                                        | Starts | Poles | Percentage |
| ------------- | ------------- | ------------------------------------------------ | ------ | ----- | ---------- |
| 1             | Ferrari       | 1950-heden                                       | 1114   | 256   | 22,98 %    |
| 2             | Mercedes      | 1954-1955, 1994-heden                            | 601    | 243   | 40,43 %    |
| 3             | Renault       | 1977-1986, 1989-1997, 2001-heden                 | 761    | 213   | 27,99 %    |
| 4             | Ford Cosworth | 1967-1999, 2003-2004                             | 516    | 139   | 26,94 %    |
| 5             | Honda         | 1964-1968, 1983-1992, 2000-2008, 2015-2021       | 481    | 90    | 18,71 %    |
| 6             | Climax        | 1957-1969                                        | 96     | 44    | 45,83 %    |
| 7             | BMW           | 1952-1954, 1967-1968, 1982-1987, 2000-2009       | 270    | 33    | 12,22 %    |
| 8             | Honda RBPT    | 2023-heden                                       | 60     | 26    | 43,33 %    |
| 9             | Alfa Romeo    | 1950-1951, 1962-1963, 1965, 1970-1971, 1976-1987 | 214    | 15    | 7,01 %     |
| 10            | Maserati      | 1950-1963, 1966-1969                             | 108    | 11    | 10,19 %    |
| 10            | BRM           | 1951, 1956-1960, 1962-1977                       | 189    | 11    | 5,28 %     |
|               | Offenhauser   | 1950-1960                                        | 12     | 9     | 75,00 %    |
| Bron: StatsF1 |               |                                                  |        |       |            |

### Meeste polepositions in één seizoen
|               | Motor    | Seizoen | Races | Poles | Percentage | Teams              |
| ------------- | -------- | ------- | ----- | ----- | ---------- | ------------------ |
| 1             | Mercedes | 2016    | 21    | 20    | 95,24 %    | Mercedes           |
| 2             | Mercedes | 2014    | 19    | 19    | 100 %      | Mercedes, Williams |
| 3             | Renault  | 2011    | 19    | 18    | 94,74 %    | Red Bull           |
| 3             | Mercedes | 2015    | 19    | 18    | 94,74 %    | Mercedes           |
| 5             | Renault  | 1995    | 17    | 16    | 94,12 %    | Williams, Benetton |
| 6             | Honda    | 1988    | 16    | 15    | 93,75 %    | McLaren            |
| 6             | Honda    | 1989    | 16    | 15    | 93,75 %    | McLaren            |
| 6             | Renault  | 1992    | 16    | 15    | 93,75 %    | Williams           |
| 6             | Renault  | 1993    | 16    | 15    | 93,75 %    | Williams           |
| 6             | Renault  | 2010    | 19    | 15    | 78,95 %    | Red Bull           |
| 6             | Mercedes | 2017    | 20    | 15    | 75,00 %    | Mercedes           |
| 6             | Mercedes | 2020    | 17    | 15    | 88,24 %    | Mercedes           |
| Bron: StatsF1 |          |         |       |       |            |                    |

### Meeste opeenvolgende polepositions
|               | Motor         | Poles | Races                                  | Teams                        |
| ------------- | ------------- | ----- | -------------------------------------- | ---------------------------- |
| 1             | Mercedes      | 31    | Australië 2014 – Italië 2015           | Mercedes, Williams           |
| 2             | Renault       | 24    | Frankrijk 1992 – Japan 1993            | Williams                     |
| 3             | Ford Cosworth | 18    | Verenigde Staten 1968 – Nederland 1970 | Lotus, Brabham, Matra, March |
| 3             | Mercedes      | 18    | Canada 2016 – Groot-Brittannië 2017    | Mercedes                     |
| 5             | Honda         | 17    | Duitsland 1988 – Duitsland 1989        | McLaren                      |
| 5             | Mercedes      | 17    | Abu Dhabi 2019 – Sakhir 2020           | Mercedes, Racing Point       |
| 7             | Ford Cosworth | 16    | Brazilië 1973 – Brazilië 1974          | Lotus, McLaren, Tyrrell      |
| 7             | Renault       | 16    | Abu Dhabi 2010 – Japan 2011            | Red Bull                     |
| 9             | Honda         | 12    | Australië 1986 – Italië 1987           | Williams, Lotus              |
| 9             | Honda         | 12    | België 1989 – Mexico 1990              | McLaren                      |
| Bron: StatsF1 |               |       |                                        |                              |

### Meeste races zonder poleposition
|               | Motor          | Seizoenen       | Starts | Beste startpositie |
| ------------- | -------------- | --------------- | ------ | ------------------ |
| 1             | Petronas       | 1997-2005       | 151    | 3e                 |
| 2             | Yamaha         | 1989, 1991-1997 | 116    | 2e                 |
| 3             | Peugeot        | 1994-2000       | 115    | 2e                 |
| 4             | Lamborghini    | 1989-1993       | 80     | 5e                 |
| 5             | Judd           | 1988-1992       | 68     | 2e                 |
| 6             | Zakspeed       | 1985-1988       | 51     | 13e                |
| 7             | Motori Moderni | 1985-1987       | 44     | 11e                |
| 8             | Gordini        | 1950-1956       | 40     | 3e                 |
| 9             | Ilmor          | 1991-1994       | 37     | 7e                 |
| 10            | Supertec       | 1999-2000       | 33     | 4e                 |
| 10            | Asiatech       | 2001-2002       | 33     | 13e                |
| Bron: StatsF1 |                |                 |        |                    |

## Snelste rondes

### Totaal aantal snelste rondes
|               | Motor         | Seizoenen                                        | Starts | Snelste rondes | Percentage |
| ------------- | ------------- | ------------------------------------------------ | ------ | -------------- | ---------- |
| 1             | Ferrari       | 1950-heden                                       | 1114   | 272            | 24,42 %    |
| 2             | Mercedes      | 1954-1955, 1994-heden                            | 601    | 234            | 38,94 %    |
| 3             | Renault       | 1977-1986, 1989-1997, 2001-heden                 | 761    | 177            | 23,26 %    |
| 4             | Ford Cosworth | 1967-1999, 2003-2004                             | 516    | 159            | 30,81 %    |
| 5             | Honda         | 1964-1968, 1983-1992, 2000-2008, 2015-2021       | 481    | 76             | 15,80 %    |
| 6             | Climax        | 1957-1969                                        | 96     | 44             | 45,83 %    |
| 7             | BMW           | 1952-1954, 1967-1968, 1982-1987, 2000-2009       | 270    | 33             | 12,22 %    |
| 8             | Alfa Romeo    | 1950-1951, 1962-1963, 1965, 1970-1971, 1976-1987 | 214    | 20             | 9,35 %     |
| 9             | TAG Porsche   | 1983-1987                                        | 68     | 18             | 26,47 %    |
| 9             | Honda RBPT    | 2023-heden                                       | 60     | 18             | 30,00 %    |
|               | Offenhauser   | 1950-1960                                        | 12     | 10             | 83,33 %    |
| Bron: StatsF1 |               |                                                  |        |                |            |

### Meeste snelste rondes in één seizoen
|               | Motor         | Seizoen | Races   | Snelste rondes | Percentage        | Teams                                   |
| ------------- | ------------- | ------- | ------- | -------------- | ----------------- | --------------------------------------- |
| 1             | Ford Cosworth | 1973    | 15      | 15             | 100 %             | Lotus, McLaren, Tyrrell, Surtees, March |
| 1             | Mercedes      | 2014    | 19      | 15             | 78,95 %           | Mercedes, Williams, Force India         |
| 3             | Renault       | 1995    | 17      | 14             | 82,35 %           | Benetton, Williams                      |
| 3             | Renault       | 1996    | 16      | 14             | 87,50 %           | Williams, Benetton                      |
| 3             | Renault       | 2013    | 19      | 14             | 73,68 %           | Lotus, Red Bull                         |
| 3             | Ferrari       | 2004    | 18      | 14             | 77,78 %           | Ferrari                                 |
| 7             | Ferrari       | 2008    | 18      | 13             | 72,22 %           | Ferrari                                 |
| 7             | Mercedes      | 2015    | 19      | 13             | 68,42 %           | Mercedes                                |
| 7             | Mercedes      | 2024    | 24      | 13             | 54,17 %           | Aston Martin, McLaren, Mercedes         |
| 7             | 2025 *        | 14 *    | 92,86 % | 13             | McLaren, Mercedes |                                         |
| Bron: StatsF1 |               |         |         |                |                   |                                         |

### Meeste opeenvolgende snelste rondes
|               | Motor         | Snelste rondes | Races                                          | Teams                                   |
| ------------- | ------------- | -------------- | ---------------------------------------------- | --------------------------------------- |
| 1             | Ford Cosworth | 21             | Groot-Brittannië 1968 – België 1970            | Lotus, Matra, Brabham, March            |
| 2             | Ford Cosworth | 17             | Canada 1972 – Verenigde Staten 1973            | Tyrrell, Lotus, McLaren, Surtees, March |
| 3             | Renault       | 11             | Portugal 1995 – Monaco 1996                    | Benetton, Williams                      |
| 4             | Mercedes      | 10             | Canada 2014 – Rusland 2014                     | Williams, Force India, Mercedes         |
| 5             | Ferrari       | 9              | Bahrein 2004 – Groot-Brittannië 2004           | Ferrari                                 |
| 6             | Ferrari       | 8              | Duitsland 1970 – Spanje 1971                   | Ferrari                                 |
| 6             | Honda         | 8              | Monaco 1987 – Italië 1987                      | Lotus, Williams                         |
| 8             | Ferrari       | 7              | België 1952 – Argentinië 1953                  | Ferrari                                 |
| 8             | Mercedes      | 7              | China 2024 – Oostenrijk 2024                   | Aston Martin, McLaren, Mercedes         |
| 8             | Mercedes      | 7              | Monaco 2025 – Hongarije 2025 (reeks loopt nog) | McLaren, Mercedes                       |
| Bron: StatsF1 | Mercedes      |                |                                                |                                         |

### Meeste races zonder snelste ronde
|               | Motor          | Seizoenen       | Starts |
| ------------- | -------------- | --------------- | ------ |
| 1             | Petronas       | 1997-2005       | 151    |
| 2             | Mugen Honda    | 1992-2000       | 147    |
| 3             | Yamaha         | 1989, 1991-1997 | 116    |
| 4             | Lamborghini    | 1989-1993       | 80     |
| 5             | Zakspeed       | 1985-1988       | 51     |
| 6             | Motori Moderni | 1985-1987       | 44     |
| 7             | Ilmor          | 1991-1994       | 37     |
| 8             | Porsche        | 1958-1964, 1991 | 35     |
| 9             | Asiatech       | 2001-2002       | 33     |
| 10            | Megatron       | 1987-1988       | 32     |
| 10            | Arrows         | 1998-1999       | 32     |
| Bron: StatsF1 |                |                 |        |

## Podia

### Totaal aantal podia
|               | Motor         | Seizoenen                                  | Starts | Podia | Percentage podiumplekken |
| ------------- | ------------- | ------------------------------------------ | ------ | ----- | ------------------------ |
| 1             | Ferrari       | 1950-heden                                 | 1114   | 841   | 25,16 %                  |
| 2             | Mercedes      | 1954-1955, 1994-heden                      | 601    | 647   | 35,88 %                  |
| 3             | Ford Cosworth | 1967-1999, 2003-2004                       | 516    | 533   | 34,43 %                  |
| 4             | Renault       | 1977-1986, 1989-1997, 2001-heden           | 761    | 465   | 20,37 %                  |
| 5             | Honda         | 1964-1968, 1983-1992, 2000-2008, 2015-2021 | 481    | 223   | 15,45 %                  |
| 6             | Climax        | 1957-1969                                  | 96     | 104   | 36,11 %                  |
| 7             | BMW           | 1952-1954, 1967-1968, 1982-1987, 2000-2009 | 270    | 86    | 10,62 %                  |
| 8             | BRM           | 1951, 1956-1960, 1962-1977                 | 189    | 65    | 11,46 %                  |
| 9             | TAG Porsche   | 1983-1987                                  | 68     | 54    | 26,47 %                  |
| 10            | Honda RBPT    | 2023-heden                                 | 60     | 53    | 29,44 %                  |
|               | Offenhauser   | 1950-1960                                  | 12     | 33    | 91,67 %                  |
| Bron: StatsF1 |               |                                            |        |       |                          |

Opmerking: Dit gaat om het totaal aantal podia (max. 3 podiumplekken per race), dus niet het aantal podiumraces.

### Meeste races met een 1-2 en 1-2-3 podium
|               | Motor         | Seizoenen                                        | Starts | 1-2s | Percentage | 1-2-3s | Percentage |
| ------------- | ------------- | ------------------------------------------------ | ------ | ---- | ---------- | ------ | ---------- |
| 1             | Ford Cosworth | 1967-1999, 2003-2004                             | 516    | 108  | 20,93 %    | 77     | 14,92 %    |
| 2             | Mercedes      | 1954-1955, 1994-heden                            | 601    | 103  | 17,14 %    | 21     | 3,49 %     |
| 3             | Ferrari       | 1950-heden                                       | 1114   | 88   | 7,9 %      | 8      | 0,72 %     |
| 4             | Renault       | 1977-1986, 1989-1997, 2001-heden                 | 761    | 56   | 7,36 %     | 17     | 2,23 %     |
| 5             | Honda         | 1964-1968, 1983-1992, 2000-2008, 2015-2021       | 481    | 30   | 6,24 %     | 4      | 0,83 %     |
| 6             | Climax        | 1957-1969                                        | 96     | 16   | 16,67 %    | 8      | 8,33 %     |
| 7             | Offenhauser   | 1950-1960                                        | 12     | 11   | 91,67 %    | 11     | 91,67 %    |
| 8             | Honda RBPT    | 2023-heden                                       | 60     | 9    | 15 %       | 0      | 0 %        |
| 9             | TAG Porsche   | 1983-1987                                        | 68     | 7    | 10,29 %    | 0      | 0 %        |
| 10            | Alfa Romeo    | 1950-1951, 1962-1963, 1965, 1970-1971, 1976-1987 | 214    | 5    | 2,34 %     | 1      | 0,48 %     |
| 10            | BRM           | 1951, 1956-1960, 1962-1977                       | 189    | 5    | 2,65 %     | 0      | 0 %        |
| 10            | RBPT          | 2022                                             | 22     | 5    | 22,73 %    | 0      | 0 %        |
| Bron: StatsF1 |               |                                                  |        |      |            |        |            |

Opmerking: De overige motorleverancier met een 1-2-3 podium is Maserati met 1 (0,93 %).

### Meeste podia in één seizoen
|               | Motor         | Seizoen | Races | Podia | Percentage podiumplekken | Teams                                                    |
| ------------- | ------------- | ------- | ----- | ----- | ------------------------ | -------------------------------------------------------- |
| 1             | Ford Cosworth | 1973    | 15    | 45    | 100 %                    | Lotus, Tyrrell, McLaren, Shadow, Brabham, March, Surtees |
| 2             | Mercedes      | 2014    | 19    | 43    | 75,44 %                  | Mercedes, McLaren, Force India, Williams                 |
| 3             | Ford Cosworth | 1980    | 14    | 38    | 90,48 %                  | Williams, Brabham, Fittipaldi, Lotus, Ligier, Arrows     |
| 3             | Renault       | 2013    | 19    | 38    | 66,67 %                  | Lotus, Red Bull                                          |
| 3             | Mercedes      | 2015    | 19    | 38    | 66,67 %                  | Mercedes, Williams, Lotus, Force India                   |
| 6             | Mercedes      | 2016    | 21    | 36    | 57,14 %                  | Mercedes, Force India, Williams                          |
| 7             | Mercedes      | 2021    | 22    | 35    | 53,03 %                  | Mercedes, McLaren, Aston Martin, Williams                |
| 8             | Ford Cosworth | 1974    | 15    | 32    | 71,11 %                  | McLaren, Lotus, Brabham, Tyrrell, Shadow, Hesketh        |
| 8             | Ford Cosworth | 1976    | 16    | 32    | 66,67 %                  | Tyrrell, Shadow, McLaren, Lotus, Penkse, March           |
| 8             | Renault       | 1995    | 17    | 32    | 62,75 %                  | Benetton, Williams                                       |
| 8             | Mercedes      | 2019    | 21    | 32    | 50,79 %                  | Mercedes                                                 |
| Bron: StatsF1 |               |         |       |       |                          |                                                          |

Opmerking: Ford Cosworth in 1973 is het enige seizoen dat een motorleverancier alle mogelijke podiumplekken heeft gewonnen.

### Meeste podiumraces in één seizoen
|   | Motor      | Seizoen | Races | Podiumraces | Percentage | Teams                                     |
| - | ---------- | ------- | ----- | ----------- | ---------- | ----------------------------------------- |
| 1 | Mercedes   | 2021    | 22    | 22          | 100 %      | Mercedes, McLaren, Aston Martin, Williams |
| 2 | Honda RBPT | 2023    | 22    | 21          | 95,45 %    | Red Bull                                  |
| 3 | Mercedes   | 2016    | 21    | 20          | 95,24 %    | Mercedes, Force India, Williams           |
| 3 | RBPT       | 2022    | 22    | 20          | 90,91 %    | Red Bull                                  |
| 5 | Renault    | 2013    | 19    | 19          | 100 %      | Lotus, Red Bull                           |
| 5 | Mercedes   | 2014    | 19    | 19          | 100 %      | Mercedes, McLaren, Force India, Williams  |
| 5 | Mercedes   | 2017    | 20    | 19          | 95,00 %    | Mercedes, Williams                        |
| 5 | Mercedes   | 2018    | 21    | 19          | 90,48 %    | Mercedes, Force India                     |
| 5 | Mercedes   | 2024    | 24    | 19          | 79,17 %    | McLaren, Mercedes                         |
| 5 | Ferrari    | 2018    | 21    | 19          | 90,48 %    | Ferrari                                   |
| 5 | Honda      | 2021    | 22    | 19          | 86,36 %    | Red Bull, AlphaTauri                      |

### Meeste opeenvolgende races met een podium
|               | Motor         | Podia | Races                                         | Teams                                                                       |
| ------------- | ------------- | ----- | --------------------------------------------- | --------------------------------------------------------------------------- |
| 1             | Ford Cosworth | 67    | Frankrijk 1971 – Spanje 1976                  | Tyrrell, Lotus, March, Brabham, McLaren, Surtees, Shadow, Hesketh, Williams |
| 2             | Ferrari       | 53    | Maleisië 1999 – Japan 2002                    | Ferrari                                                                     |
| 3             | Ford Cosworth | 46    | Groot-Brittannië 1979 – Groot-Brittannië 1982 | Williams, Tyrrell, Ligier, Brabham, Fittipaldi, Lotus, Arrows, McLaren      |
| 4             | Ford Cosworth | 42    | Italië 1967 – Monaco 1971                     | Lotus, McLaren, Matra, Brabham, March, Tyrrell                              |
| 5             | Mercedes      | 41    | Abu Dhabi 2019 – Bahrein 2022                 | Mercedes, Racing Point, Aston Martin, McLaren, Williams                     |
| 6             | Ford Cosworth | 37    | Monaco 1976 – Frankrijk 1978                  | Tyrrell, McLaren, Penske, Lotus, March, Wolf, Shadow, Fittipaldi, Arrows    |
| 7             | Mercedes      | 28    | Australië 2014 – Groot-Brittannië 2015        | Mercedes, McLaren, Force India, Williams                                    |
| 8             | Climax        | 27    | Duitsland 1961 – Groot-Brittannië 1964        | Lotus, Tyrrell, McLaren, Shadow, Brabham, March, Surtees                    |
| 9             | Ford Cosworth | 25    | Japan 1992 – Frankrijk 1994                   | Benetton, McLaren                                                           |
| 10            | Ferrari       | 22    | Italië 2003 – Australië 2005                  | Ferrari                                                                     |
| 10            | Mercedes      | 22    | Canada 2017 – Frankrijk 2018                  | Mercedes, Williams, Force India                                             |
| Bron: StatsF1 |               |       |                                               |                                                                             |

## Punten
Dit betreft de starts en punten voor het constructeurskampioenschap, dat begonnen is in 1958. Door de jaren heen is het puntensysteem veranderd in de Formule 1. Zie Lijst van puntensystemen in de Formule 1 voor een volledige lijst met puntensystemen.

### Totaal aantal punten
|               | Motor         | Seizoenen                                  | Starts | Punten   | Gemiddelde |
| ------------- | ------------- | ------------------------------------------ | ------ | -------- | ---------- |
| 1             | Mercedes      | 1994-heden                                 | 589    | 16.065,5 | 27,28      |
| 2             | Ferrari       | 1958-heden                                 | 1058   | 11.750   | 11,11      |
| 3             | Renault       | 1977-1986, 1989-1997, 2001-heden           | 761    | 8.279,5  | 10,88      |
| 4             | Ford Cosworth | 1967-1999, 2003-2004                       | 516    | 4.284,5  | 8,30       |
| 5             | Honda         | 1964-1968, 1983-1992, 2000-2008, 2015-2021 | 481    | 3.409    | 7,09       |
| 6             | Honda RBPT    | 2023-heden                                 | 60     | 1.759    | 29,32      |
| 7             | TAG Porsche   | 1983-1987                                  | 68     | 1.255    | 18,46      |
| 8             | BMW           | 1967-1968, 1982-1987, 2000-2009            | 266    | 1.021    | 3,84       |
| 9             | RBPT          | 2022                                       | 22     | 794      | 36,09      |
| 10            | Climax        | 1958-1969                                  | 92     | 684      | 7,43       |
| Bron: StatsF1 |               |                                            |        |          |            |

### Meeste races met punten
|               | Motor         | Seizoenen                                  | Starts | Puntfinishes | Percentage |
| ------------- | ------------- | ------------------------------------------ | ------ | ------------ | ---------- |
| 1             | Ferrari       | 1958-heden                                 | 1058   | 876          | 82,80 %    |
| 2             | Renault       | 1977-1986, 1989-1997, 2001-heden           | 761    | 595          | 78,19 %    |
| 3             | Mercedes      | 1994-heden                                 | 589    | 524          | 88,96 %    |
| 4             | Ford Cosworth | 1967-1999, 2003-2004                       | 516    | 382          | 74,03 %    |
| 5             | Honda         | 1964-1968, 1983-1992, 2000-2008, 2015-2021 | 481    | 314          | 65,28 %    |
| 6             | BMW           | 1967-1968, 1982-1987, 2000-2009            | 266    | 178          | 66,92 %    |
| 7             | BRM           | 1958-1960, 1962-1977                       | 184    | 102          | 55,43 %    |
| 8             | Toyota        | 2002-2009                                  | 140    | 83           | 59,29 %    |
| 9             | Climax        | 1958-1969                                  | 92     | 76           | 82,61 %    |
| 10            | Honda RBPT    | 2023-heden                                 | 60     | 60           | 100 %      |
| Bron: StatsF1 |               |                                            |        |              |            |

### Meeste punten in één seizoen
|               | Motor      | Seizoen | Races | Punten | Gemiddelde | Teams                                     |
| ------------- | ---------- | ------- | ----- | ------ | ---------- | ----------------------------------------- |
| 1             | Mercedes   | 2014    | 19 †  | 1357   | 71,42      | Mercedes, McLaren, Williams, Force India  |
| 1             | Mercedes   | 2024    | 24    | 1245   | 51,88      | Mercedes, McLaren, Aston Martin, Williams |
| 3             | Mercedes   | 2015    | 19    | 1174   | 61,79      | Mercedes, Williams, Force India, Lotus    |
| 4             | Mercedes   | 2016    | 21    | 1077   | 51,29      | Mercedes, Williams, Force India, Manor    |
| 5             | Mercedes   | 2023    | 22    | 1019   | 46,32      | Aston Martin, Mercedes, Williams, McLaren |
| 6             | Mercedes   | 2021    | 22    | 988,5  | 44,93      | Mercedes, McLaren, Aston Martin, Williams |
| 7             | Mercedes   | 2017    | 20    | 938    | 46,90      | Mercedes, Williams, Force India           |
| 8             | Mercedes   | 2025 *  | 14 *  | 917    | 65,5       | McLaren, Mercedes, Williams, Aston Martin |
| 9             | Renault    | 2013    | 19    | 916    | 48,21      | Lotus, Red Bull, Williams                 |
| 10            | Honda RBPT | 2023    | 22    | 885    | 40,23      | Red Bull, AlphaTauri                      |
| Bron: StatsF1 |            |         |       |        |            |                                           |

† In de laatste race werden er dubbele punten toegekend.
* Seizoen loopt nog.

### Meeste puntfinishes achter elkaar
|               | Motor         | Puntfinishes | Races                                                    | Teams |
| ------------- | ------------- | ------------ | -------------------------------------------------------- | --- |
| 1             | Ford Cosworth | 228          | Canada 1967 – Nederland 1983                             | Lotus, Matra, McLaren, Brabham, March, Surtees, Tyrrell, Shadow, Iso Marlboro, Hesketh, Lola, Parnelli, Penske, Hill, Williams, Ensign, Fittipaldi, Wolf, Arrows, Ligier, ATS, Theodore, Osella |
| 2             | Mercedes      | 183          | China 2008 – Frankrijk 2018                              | McLaren, Brawn, Force India, Mercedes, Williams, Lotus, Manor |
| 3             | Mercedes      | 154          | Groot-Brittannië 2018 – Hongarije 2025 (reeks loopt nog) | Mercedes, Force India, Williams, Racing Point, McLaren, Aston Martin |
| 4             | Renault       | 138          | België 2008 – Abu Dhabi 2015                             | Renault, Red Bull, Lotus, Williams, Toro Rosso |
| 5             | Ferrari       | 94           | Japan 2009 – Singapore 2014                              | Ferrari, Toro Rosso, BMW Sauber, Sauber, Marussia |
| 6             | Ferrari       | 86           | Brazilië 2015 – Oostenrijk 2020                          | Ferrari, Haas, Sauber, Alfa Romeo |
| 7             | Honda         | 60           | Australië 2019 – Abu Dhabi 2021                          | Red Bull, Toro Rosso, AlphaTauri |
| 7             | Honda RBPT    | 60           | Bahrein 2023 – Hongarije 2025 (reeks loopt nog)          | Red Bull, AlphaTauri, RB, Racing Bulls |
| 9             | Ferrari       | 55           | Maleisië 1999 – Maleisië 2003                            | Ferrari |
| 10            | Ferrari       | 54           | Bahrein 2006 – Australië 2009                            | Ferrari, Red Bull, Toro Rosso, Spyker |
| Bron: StatsF1 |               |              |                                                          | |

## Raceleiders

### Meeste rondes en kilometers geleid
| 1             | Ferrari       | 16.140 | 83.659 |
| 2             | Mercedes      | 13.946 | 70.981 |
| 3             | Renault       | 11.196 | 54.429 |
| 4             | Ford Cosworth | 10.693 | 49.285 |
| 5             | Honda         | 5.853  | 27.050 |
| 6             | Climax        | 2.736  | 14.672 |
| 7             | Offenhauser   | 2.103  | 8.460  |
| 8             | Honda RBPT    | 1.903  | 9.598  |
| 9             | BMW           | 1.735  | 8.339  |
| 10            | BRM           | 1.400  | 6.301  |
| Bron: StatsF1 |               |        |        |

### Meeste races met ronde geleid
|               | Motor         | Seizoenen                                  | Starts | Races geleid | Percentage |
| ------------- | ------------- | ------------------------------------------ | ------ | ------------ | ---------- |
| 1             | Ferrari       | 1950-heden                                 | 1114   | 513          | 46,05 %    |
| 2             | Mercedes      | 1954-1955, 1994-heden                      | 601    | 388          | 64,56 %    |
| 3             | Renault       | 1977-1986, 1989-1997, 2001-heden           | 761    | 306          | 40,21 %    |
| 4             | Ford Cosworth | 1967-1999, 2003-2004                       | 516    | 227          | 43,99 %    |
| 5             | Honda         | 1964-1968, 1983-1992, 2000-2008, 2015-2021 | 481    | 155          | 32,22 %    |
| 6             | BMW           | 1952-1954, 1967-1968, 1982-1987, 2000-2009 | 270    | 79           | 29,26 %    |
| 7             | Climax        | 1957-1969                                  | 96     | 57           | 59,38 %    |
| 8             | Honda RBPT    | 2023-heden                                 | 60     | 45           | 75,00 %    |
| 9             | BRM           | 1951, 1956-1960, 1962-1977                 | 189    | 41           | 21,69 %    |
| 10            | TAG Porsche   | 1983-1987                                  | 68     | 33           | 48,53 %    |
|               | Offenhauser   | 1950-1960                                  | 12     | 11           | 91,67 %    |
| Bron: StatsF1 |               |                                            |        |              |            |

### Meeste rondes geleid in één seizoen
|               | Motor         | Seizoen | Rondes geleid | Max. rondes | Percentage | Teams                                    |
| ------------- | ------------- | ------- | ------------- | ----------- | ---------- | ---------------------------------------- |
| 1             | Honda RBPT    | 2023    | 1154          | 1325        | 87,09 %    | Red Bull, AlphaTauri                     |
| 2             | Mercedes      | 2016    | 1055          | 1268        | 83,20 %    | Mercedes                                 |
| 3             | Mercedes      | 2014    | 1029          | 1134        | 90,74 %    | Mercedes, Williams, Force India, McLaren |
| 4             | Renault       | 1995    | 1008          | 1124        | 89,68 %    | Benetton, Williams                       |
| 5             | Honda         | 1988    | 1003          | 1031        | 97,28 %    | McLaren                                  |
| 6             | Mercedes      | 2015    | 956           | 1149        | 83,20 %    | Mercedes, Williams                       |
| 7             | Ford Cosworth | 1973    | 922           | 973         | 94,76 %    | Tyrrell, Lotus, McLaren, Shadow          |
| 8             | Mercedes      | 2020    | 918           | 1037        | 88,52 %    | Mercedes, Racing Point                   |
| 9             | Renault       | 1992    | 867           | 1036        | 83,69 %    | Williams                                 |
| 10            | Ferrari       | 2002    | 865           | 1090        | 79,36 %    | Ferrari                                  |
| Bron: StatsF1 |               |         |               |             |            |                                          |

### Meeste opeenvolgende races met ronde geleid
|               | Motor         | Geleid | Races                                  | Teams                                                         |
| ------------- | ------------- | ------ | -------------------------------------- | ------------------------------------------------------------- |
| 1             | Renault       | 44     | Hongarije 1994 – San Marino 1997       | Williams, Benetton                                            |
| 2             | Mercedes      | 39     | Brazilië 2018 – Sakhir 2020            | Mercedes, Racing Point                                        |
| 3             | Ford Cosworth | 28     | Zweden 1976 – Argentinië 1978          | Lotus, Tyrrell, McLaren, Penske, March, Wolf, Surtees, Shadow |
| 3             | Honda         | 28     | Brazilië 1988 – Italië 1989            | McLaren                                                       |
| 3             | Mercedes      | 28     | Australië 2014 – Groot-Brittannië 2015 | Mercedes, Williams, Force India, McLaren                      |
| 6             | Honda         | 27     | België 1986 – Japan 1987               | Williams, Lotus                                               |
| 7             | Ford Cosworth | 26     | Oostenrijk 1972 – Zweden 1974          | Tyrrell, Lotus, McLaren, March, McLaren, Shadow, Brabham      |
| 7             | Renault       | 26     | Frankrijk 1992 – Brazilië 1994         | Williams                                                      |
| 9             | Ford Cosworth | 25     | Groot-Brittannië 1968 – Duitsland 1970 | Lotus, Matra, McLaren, Brabham, March                         |
| 10            | Renault       | 24     | Japan 2010 – Australië 2012            | Red Bull, Lotus, Williams                                     |
| Bron: StatsF1 |               |        |                                        |                                                               |

## Eerste startrij

### Totaal aantal races op de eerste startrij
|               | Motor         | Seizoenen                                  | Starts | Eerste startrij | Percentage |
| ------------- | ------------- | ------------------------------------------ | ------ | --------------- | ---------- |
| 1             | Ferrari       | 1950-heden                                 | 1114   | 447             | 40,13 %    |
| 2             | Mercedes      | 1954-1955, 1994-heden                      | 601    | 358             | 59,57 %    |
| 3             | Renault       | 1977-1986, 1989-1997, 2001-heden           | 761    | 282             | 37,06 %    |
| 4             | Ford Cosworth | 1967-1999, 2003-2004                       | 516    | 200             | 38,76 %    |
| 5             | Honda         | 1964-1968, 1983-1992, 2000-2008, 2015-2021 | 481    | 142             | 29,52 %    |
| 6             | BMW           | 1952-1954, 1967-1968, 1982-1987, 2000-2009 | 270    | 67              | 24,81 %    |
| 7             | Climax        | 1957-1969                                  | 96     | 63              | 65,63 %    |
| 8             | BRM           | 1951, 1956-1960, 1962-1977                 | 189    | 54              | 28,57 %    |
| 9             | Honda RBPT    | 2023-heden                                 | 60     | 41              | 68,33 %    |
| 10            | Maserati      | 1950-1963, 1966-1969                       | 108    | 36              | 33,33 %    |
|               | Offenhauser   | 1950-1960                                  | 12     | 11              | 91,67 %    |
| Bron: StatsF1 |               |                                            |        |                 |            |

### Meeste opeenvolgende races met eerste startrij
|               | Motor         | 1e startrij | Races                               | Teams                                        |
| ------------- | ------------- | ----------- | ----------------------------------- | -------------------------------------------- |
| 1             | Renault       | 39          | Italië 1995 – Europa 1997           | Williams, Benetton                           |
| 2             | Renault       | 35          | Zuid-Afrika 1992 – San Marino 1994  | Williams                                     |
| 3             | Honda         | 33          | Duitsland 1988 – Duitsland 1990     | McLaren                                      |
| 4             | Mercedes      | 32          | Brazilië 2013 – Italië 2015         | Mercedes, Williams                           |
| 5             | Ford Cosworth | 30          | Zweden 1976 – Zuid-Afrika 1978      | Tyrrell, Lotus, McLaren, Penske, March, Wolf |
| 5             | Mercedes      | 30          | Japan 2015 – Bahrein 2017           | Mercedes, Williams, Force India              |
| 7             | Climax        | 24          | Verenigde Staten 1963 – Monaco 1966 | Lotus, Brabham                               |
| 7             | Renault       | 24          | Singapore 2010 – Brazilië 2011      | Red Bull                                     |
| 9             | Ford Cosworth | 22          | Canada 1972 – België 1974           | McLaren, March, Tyrrell, Lotus, Surtees      |
| 9             | Mercedes      | 22          | Abu Dhabi 2019 – Spanje 2021        | Mercedes, Racing Point                       |
| Bron: StatsF1 |               |             |                                     |                                              |

### Meeste races met 1-2 aan de start
|               | Motor         | Seizoenen                                        | Starts | 1-2 start | Percentage |
| ------------- | ------------- | ------------------------------------------------ | ------ | --------- | ---------- |
| 1             | Mercedes      | 1954-1955, 1994-heden                            | 601    | 129       | 21,46 %    |
| 2             | Renault       | 1977-1986, 1989-1997, 2001-heden                 | 761    | 107       | 14,06 %    |
| 3             | Ferrari       | 1950-heden                                       | 1114   | 83        | 7,45 %     |
| 4             | Ford Cosworth | 1967-1999, 2003-2004                             | 516    | 79        | 15,31 %    |
| 5             | Honda         | 1964-1968, 1983-1992, 2000-2008, 2015-2021       | 481    | 44        | 9,15 %     |
| 6             | Climax        | 1957-1969                                        | 96     | 16        | 16,67 %    |
| 7             | Alfa Romeo    | 1950-1951, 1962-1963, 1965, 1970-1971, 1976-1987 | 214    | 9         | 4,21 %     |
| 7             | Offenhauser   | 1950-1960                                        | 12     | 9         | 75,00 %    |
| 9             | BMW           | 1952-1954, 1967-1968, 1982-1987, 2000-2009       | 270    | 8         | 2,96 %     |
| 10            | Vanwall       | 1954-1960                                        | 28     | 3         | 10,71 %    |
| 10            | Repco         | 1966-1969                                        | 33     | 3         | 9,09 %     |
| 10            | Honda RBPT    | 2023-heden                                       | 60     | 3         | 5,00 %     |
| Bron: StatsF1 |               |                                                  |        |           |            |

## Meervoudige motorrecords
Ter informatie, er staat geen record-lijst voor 'Meeste doubles' voor motorleveranciers op StatsF1.

### Meeste hattricks
(Poleposition, overwinning en snelste ronde)
|               | Motor         | Seizoenen                                        | Starts | Hattricks | Percentage |
| ------------- | ------------- | ------------------------------------------------ | ------ | --------- | ---------- |
| 1             | Mercedes      | 1954-1955, 1994-heden                            | 601    | 95        | 15,81 %    |
| 2             | Ferrari       | 1950-heden                                       | 1114   | 92        | 8,26 %     |
| 3             | Ford Cosworth | 1967-1999, 2003-2004                             | 516    | 89        | 17,25 %    |
| 4             | Renault       | 1977-1986, 1989-1997, 2001-heden                 | 761    | 85        | 11,17 %    |
| 5             | Honda         | 1964-1968, 1983-1992, 2000-2008, 2015-2021       | 481    | 40        | 8,32 %     |
| 6             | Climax        | 1957-1969                                        | 96     | 28        | 29,17 %    |
| 7             | Honda RBPT    | 2023-heden                                       | 60     | 12        | 20,00 %    |
| 8             | Alfa Romeo    | 1950-1951, 1962-1963, 1965, 1970-1971, 1976-1987 | 214    | 9         | 4,21 %     |
| 9             | Offenhauser   | 1950-1960                                        | 12     | 8         | 66,67 %    |
| 10            | BMW           | 1952-1954, 1967-1968, 1982-1987, 2000-2009       | 270    | 6         | 2,22 %     |
| Bron: StatsF1 |               |                                                  |        |           |            |

### Meeste grand slams
(Poleposition, overwinning, snelste ronde en elke ronde geleid)
|               | Motor         | Seizoenen                                        | Starts | Grand slams | Percentage |
| ------------- | ------------- | ------------------------------------------------ | ------ | ----------- | ---------- |
| 1             | Ford Cosworth | 1967-1999, 2003-2004                             | 516    | 72          | 13,95 %    |
| 2             | Renault       | 1977-1986, 1989-1997, 2001-heden                 | 761    | 53          | 6,96 %     |
| 2             | Mercedes      | 1954-1955, 1994-heden                            | 601    | 53          | 8,82 %     |
| 4             | Ferrari       | 1950-heden                                       | 1114   | 42          | 3,77 %     |
| 5             | Honda         | 1964-1968, 1983-1992, 2000-2008, 2015-2021       | 481    | 29          | 6,03 %     |
| 6             | Climax        | 1957-1969                                        | 96     | 19          | 19,79 %    |
| 7             | Offenhauser   | 1950-1960                                        | 12     | 7           | 58,33 %    |
| 8             | Alfa Romeo    | 1950-1951, 1962-1963, 1965, 1970-1971, 1976-1987 | 214    | 5           | 2,33 %     |
| 8             | Honda RBPT    | 2023-heden                                       | 60     | 5           | 8,33 %     |
| 10            | BMW           | 1952-1954, 1967-1968, 1982-1987, 2000-2009       | 270    | 4           | 1,48 %     |
| Bron: StatsF1 |               |                                                  |        |             |            |

## Wereldkampioenschappen
Er worden geen Formule 1 wereldkampioenschappen gehouden voor motorleveranciers, dus dit zijn enkel informatieve lijsten.

### Totaal aantal constructeurs-kampioenschappen
De constructeurstitel werd in 1958 voor het eerst toegekend.
|               | Constructeur  | Aantal | Seizoenen                                                                                      |
| ------------- | ------------- | ------ | ---------------------------------------------------------------------------------------------- |
| 1             | Ferrari       | 16     | 1961, 1964, 1975, 1976, 1977, 1979, 1982, 1983, 1999, 2000, 2001, 2002, 2003, 2004, 2007, 2008 |
| 2             | Renault       | 12     | 1992, 1993, 1994, 1995, 1996, 1997, 2005, 2006, 2010, 2011, 2012, 2013                         |
| 3             | Mercedes      | 11     | 1998, 2009, 2014, 2015, 2016, 2017, 2018, 2019, 2020, 2021, 2024                               |
| 4             | Ford Cosworth | 10     | 1968, 1969, 1970, 1971, 1972, 1973, 1974, 1978, 1980, 1981                                     |
| 5             | Honda         | 6      | 1986, 1987, 1988, 1989, 1990, 1991                                                             |
| 6             | Climax        | 4      | 1959, 1960, 1963, 1965                                                                         |
| 7             | Repco         | 2      | 1966, 1967                                                                                     |
| 7             | TAG Porsche   | 2      | 1984, 1985                                                                                     |
| 9             | Vanwall       | 1      | 1958                                                                                           |
| 9             | BRM           | 1      | 1962                                                                                           |
| 9             | RBPT          | 1      | 2022                                                                                           |
| 9             | Honda RBPT    | 1      | 2023                                                                                           |
| Bron: StatsF1 |               |        |                                                                                                |

### Meeste opeenvolgende constructeurs-kampioenschappen
|               | Constructeur  | Aantal | Seizoenen   |
| ------------- | ------------- | ------ | ----------- |
| 1             | Mercedes      | 8      | 2014 – 2021 |
| 2             | Ford Cosworth | 7      | 1968 – 1974 |
| 3             | Honda         | 6      | 1986 – 1991 |
| 3             | Renault       | 6      | 1992 – 1997 |
| 3             | Ferrari       | 6      | 1999 – 2004 |
| 6             | Renault       | 4      | 2010 – 2013 |
| 7             | Ferrari       | 3      | 1975 – 1977 |
| 8             | Climax        | 2      | 1959 – 1960 |
| 8             | Repco         | 2      | 1966 – 1967 |
| 8             | Ford Cosworth | 2      | 1980 – 1981 |
| 8             | Ferrari       | 2      | 1982 – 1983 |
| 8             | Ferrari       | 2      | 2007 – 2008 |
| 8             | TAG Porsche   | 2      | 1984 – 1985 |
| 8             | Renault       | 2      | 2005 – 2006 |
| Bron: StatsF1 |               |        |             |

### Totaal aantal coureurs-kampioenschappen
|               | Constructeur  | Aantal | Seizoenen                                                                                |
| ------------- | ------------- | ------ | ---------------------------------------------------------------------------------------- |
| 1             | Ferrari       | 15     | 1952, 1953, 1956, 1958, 1961, 1964, 1975, 1977, 1979, 2000, 2001, 2002, 2003, 2004, 2007 |
| 2             | Ford Cosworth | 13     | 1968, 1969, 1970, 1971, 1972, 1973, 1974, 1976, 1978, 1980, 1981, 1982, 1994             |
| 2             | Mercedes      | 13     | 1954, 1955, 1998, 1999, 2008, 2009, 2014, 2015, 2016, 2017, 2018, 2019, 2020             |
| 4             | Renault       | 11     | 1992, 1993, 1995, 1996, 1997, 2005, 2006, 2010, 2011, 2012, 2013                         |
| 5             | Honda         | 6      | 1987, 1988, 1989, 1990, 1991, 2021                                                       |
| 6             | Climax        | 4      | 1959, 1960, 1963, 1965                                                                   |
| 7             | TAG Porsche   | 3      | 1984, 1985, 1986                                                                         |
| 8             | Alfa Romeo    | 2      | 1950, 1951                                                                               |
| 8             | Maserati      | 2      | 1954, 1957                                                                               |
| 8             | Repco         | 2      | 1966, 1967                                                                               |
| 8             | Honda RBPT    | 2      | 2023, 2024                                                                               |
| Bron: StatsF1 |               |        |                                                                                          |

Opmerking: De 3 overige coureurskampioenschappen zijn gewonnen door:  BRM in 1962,  BMW in 1983 en  RBPT in 2022.

### Meeste opeenvolgende coureurs-kampioenschappen
|               | Constructeur  | Aantal | Seizoenen                     |
| ------------- | ------------- | ------ | ----------------------------- |
| 1             | Ford Cosworth | 7      | 1968 – 1974                   |
| 1             | Mercedes      | 7      | 2014 – 2020                   |
| 3             | Honda         | 5      | 1987 – 1991                   |
| 3             | Ferrari       | 5      | 2000 – 2004                   |
| 5             | Renault       | 4      | 2010 – 2013                   |
| 6             | Ford Cosworth | 3      | 1980 – 1982                   |
| 6             | TAG Porsche   | 3      | 1984 – 1986                   |
| 6             | Renault       | 3      | 1995 – 1997                   |
| 9             | Alfa Romeo    | 2      | 1950 – 1951                   |
| 9             | Ferrari       | 2      | 1952 – 1953                   |
| 9             | Mercedes      | 2      | 1954 – 1955                   |
| 9             | Mercedes      | 2      | 1998 – 1999                   |
| 9             | Mercedes      | 2      | 2008 – 2009                   |
| 9             | Climax        | 2      | 1959 – 1960                   |
| 9             | Repco         | 2      | 1966 – 1967                   |
| 9             | Renault       | 2      | 1992 – 1993                   |
| 9             | Renault       | 2      | 2005 – 2006                   |
| 9             | Honda RBPT    | 2      | 2023 – 2024 (reeks loopt nog) |
| Bron: StatsF1 |               |        |                               |

## Overige motorrecords
| Omschrijving                                             | Record           | Details | Ref.             |
| Kampioenschappen                                         | Kampioenschappen | Kampioenschappen | Kampioenschappen |
| -------------------------------------------------------- | ---------------- | --- | ---------------- |
| Meeste seizoenen tussen opeenvolgende WKs (constructeur) | 16               | Ferrari (tussen 1983 en 1999) |                  |
| Meeste seizoenen tussen opeenvolgende WKs (coureur)      | 43               | Mercedes (tussen 1955 en 1998) |                  |
| Meeste races als leider van het WK (constructeur)        | 240              | Ferrari | [ 48 ]           |
| Overwinningen                                            |                  | |                  |
| Meest verschillende seizoenen met overwinning            | 59               | Ferrari | [ 49 ]           |
| Meest opeenvolgende seizoenen met overwinning            | 20               | Ferrari (1994 – 2013) | [ 50 ]           |
| Meeste overwinningen bij dezelfde Grand Prix             | 21               | Ferrari (Duitsland) Ferrari (Italië) | [ 51 ]           |
| Meeste overwinningen op hetzelfde circuit                | 21               | Ferrari (Monza) | [ 52 ]           |
| Meeste Grands Prix tussen opeenvolgende overwinningen    | 550              | Mercedes (Italië 1955 – Australië 1997) | [ 53 ]           |
| Meeste races voor eerste overwinning                     | 71               | Mugen Honda (Monaco 1996) | [ 54 ]           |
| Podia                                                    |                  | |                  |
| Meest verschillende seizoenen met podium                 | 74               | Ferrari | [ 55 ]           |
| Meest opeenvolgende seizoenen met podium                 | 45               | Ferrari (1981 – 2025, reeks loopt nog) | [ 56 ]           |
| Hoogste percentage podia in één seizoen                  | 100 %            | Climax (1962, 1963) Ford Cosworth (1968, 1969, 1970, 1972, 1973, 1974, 1975, 1977, 1980, 1981, 1993) Renault (1993, 2013) Ferrari (2000, 2001, 2002, 2004) Mercedes (2007, 2014, 2020, 2021) |                  |
| Meeste 2e plekken                                        | 295              | Ferrari | [ 57 ]           |
| Meeste 3e plekken                                        | 297              | Ferrari | [ 58 ]           |
| Meeste Grands Prix tussen opeenvolgende podia            | 528              | Mercedes (Italië 1955 – Italië 1995) | [ 59 ]           |
| Meeste races voor eerste podium                          | 59               | Mugen Honda (België 1995) | [ 60 ]           |
| Meeste races zonder podium                               | 44               | Zakspeed | [ 61 ]           |
| Polepositions                                            |                  | |                  |
| Meest verschillende seizoenen met poleposition           | 56               | Ferrari | [ 62 ]           |
| Meest opeenvolgende seizoenen met poleposition           | 23               | Mercedes (2003 – 2025, reeks loopt nog) | [ 63 ]           |
| Hoogste percentage polepositions in één seizoen          | 100 %            | Ford Cosworth (1969) Mercedes (2014) | [ 17 ]           |
| Meeste polepositions bij dezelfde Grand Prix             | 24               | Ferrari (Italië) | [ 64 ]           |
| Meeste polepositions op hetzelfde circuit                | 24               | Ferrari (Monza) | [ 65 ]           |
| Meeste Grands Prix tussen opeenvolgende polepositions    | 564              | Mercedes (Italië 1955 – Luxemburg 1997) | [ 66 ]           |
| Meeste races voor eerste poleposition                    | 140              | Cosworth (Brazilië 2010) | [ 67 ]           |
| Snelste rondes                                           |                  | |                  |
| Meest verschillende seizoenen met snelste ronde          | 59               | Ferrari | [ 68 ]           |
| Meest opeenvolgende seizoenen met snelste ronde          | 29               | Mercedes (1997 – 2025, reeks loopt nog) | [ 69 ]           |
| Hoogste percentage snelste rondes in één seizoen         | 100 %            | Ford Cosworth (1969, 1973) | [ 21 ]           |
| Meeste snelste rondes bij dezelfde Grand Prix            | 21               | Ferrari (Groot-Brittannië) | [ 70 ]           |
| Meeste snelste rondes op hetzelfde circuit               | 19               | Ferrari (Monza) Ferrari (Silverstone) Mercedes (Monza) | [ 71 ]           |
| Meeste Grands Prix tussen opeenvolgende snelste rondes   | 556              | Mercedes (Italië 1955 – Canada 1997) | [ 72 ]           |
| Meeste races voor eerste snelste ronde                   | 105              | Cosworth (Bahrein 2006) | [ 73 ]           |
| Punten                                                   |                  | |                  |
| Meest verschillende seizoenen met punten                 | 68               | Ferrari (alle seizoenen) | [ 74 ]           |
| Meest opeenvolgende seizoenen met punten                 | 68               | Ferrari (1958 – 2025, reeks loopt nog) | [ 75 ]           |
| Hoogste percentage puntfinishes per gestarte race        | 100 %            | Serenissima (1 race) RBPT (22 races) Honda RBPT (60 races) |                  |
| Hoogst gemiddelde aantal punten per seizoen              | 794,00           | RBPT | [ 76 ]           |
| Meeste Grands Prix tussen opeenvolgende puntfinishes     | 215              | Honda (Mexico 1968 – Zuid-Afrika 1983) | [ 77 ]           |
| Meeste races zonder punt                                 | 44               | Motori Moderni | [ 78 ]           |
| Raceleiders                                              |                  | |                  |
| Meest verschillende seizoenen met ronde geleid           | 73               | Ferrari | [ 79 ]           |
| Meest opeenvolgende seizoenen met ronde geleid           | 31               | Mercedes (1995 – 2025, reeks loopt nog) | [ 80 ]           |
| Hoogste percentage rondes geleid in één seizoen          | 97,28 %          | Honda (1988) |                  |
| Hoogste percentage races met ronde geleid in één seizoen | 100 %            | Ford Cosworth (1969, 1973, 1977) Honda (1988) Renault (1993, 1995, 1996, 2011) Ferrari (2004) Mercedes (2014, 2019)                                                                          |                  |
| Meest opeenvolgende rondes geleid                        | 925              | Ford Cosworth (Spanje 1969 – België 1970) | [ 81 ]           |
| Meest opeenvolgende kilometers geleid                    | 4.194            | Ford Cosworth (Spanje 1969 – België 1970) | [ 82 ]           |
| Meeste kilometers geleid in één seizoen                  | 5.806            | Honda RBPT (2023) | [ 83 ]           |
| Meeste races voor eerste ronde geleid                    | 114              | Petronas (Verenigde Staten 2003) | [ 84 ]           |
| Starts                                                   |                  | |                  |
| Meest verschillende seizoenen met start                  | 76               | Ferrari (alle seizoenen) | [ 85 ]           |
| Meest opeenvolgende seizoenen met start                  | 76               | Ferrari (1950 – 2025, reeks loopt nog) | [ 85 ]           |
| Meeste Grands Prix tussen opeenvolgende starts           | 501              | Mercedes (Italië 1955 – Brazilië 1994) | [ 86 ]           |
| Sprints                                                  |                  | |                  |
| Meeste sprint-overwinningen                              | 10               | Honda RBPT | [ 87 ]           |
| Meeste sprint-polepositions                              | 9                | Mercedes | [ 88 ]           |
| Meeste sprint-snelste rondes                             | 8                | Honda RBPT | [ 89 ]           |
| Meeste sprint-podia                                      | 26               | Mercedes | [ 90 ]           |
| Meeste punten in sprints                                 | 275              | Mercedes | [ 91 ]           |
| Overig                                                   |                  | |                  |
| Hoogste percentage eerste startrijen in één seizoen      | 100 %            | Climax (1962, 1964, 1965) Ford Cosworth (1969, 1973, 1977) Honda (1989) Renault (1992, 1993, 1996, 1997, 2011) Mercedes (2014, 2016, 2020)                                                   |                  |